# Colibrí ermità cuabarrat
El colibrí ermità cuabarrat (Threnetes ruckeri) és una espècie d'ocell de la família dels troquílids (Trochilidae) que habita el sotabosc de la selva humida, clars, bosc i vegetació secundària, especialment a prop de l'aigua, de les terres baixes al vessant del Carib de Belize, est de Guatemala, Hondures i Nicaragua, ambdues vessants de Costa Rica i Panamà, oest i nord de Colòmbia, oest de l'Equador i oest de Veneçuela.